# Calamian
Le Calamian sono un arcipelago che si trova nel Mar Cinese meridionale, tra le isole Mindoro a nord-est e Palawan a sud-ovest.
Hanno una superficie totale di 1 753 km²ed una popolazione di circa 88 000 abitanti (2007). Amministrativamente appartengono alle Filippine, Provincia di Palawan.
Le principali isole che compongono l'arcipelago sono (da nord a sud):
- Busuanga (890 km²);
- Coron (71 km²);
- Culion (389 km²);
- Linapacan (103 km²).

Oltre a queste isole maggiori sono presenti circa un centinaio fra piccole isole coralline e isolotti minori.
Le isole principali sono generalmente collinari e sono densamente popolate. Le principali occupazioni sono storicamente l'agricoltura e la pesca a cui si è aggiunta negli ultimi anni l'industria turistica attirata dalle bellezza naturali delle isole. L'insediamento principale è Coron (detta anche Coron Town), che si trova nella zona sud-est dell'isola di Busuanga, di fronte all'isola di Coron.
Le attività economiche prevalenti sono l'agricoltura di sussistenza e la pesca.

## Galleria d'immagini

Panorami e luoghi di interesse
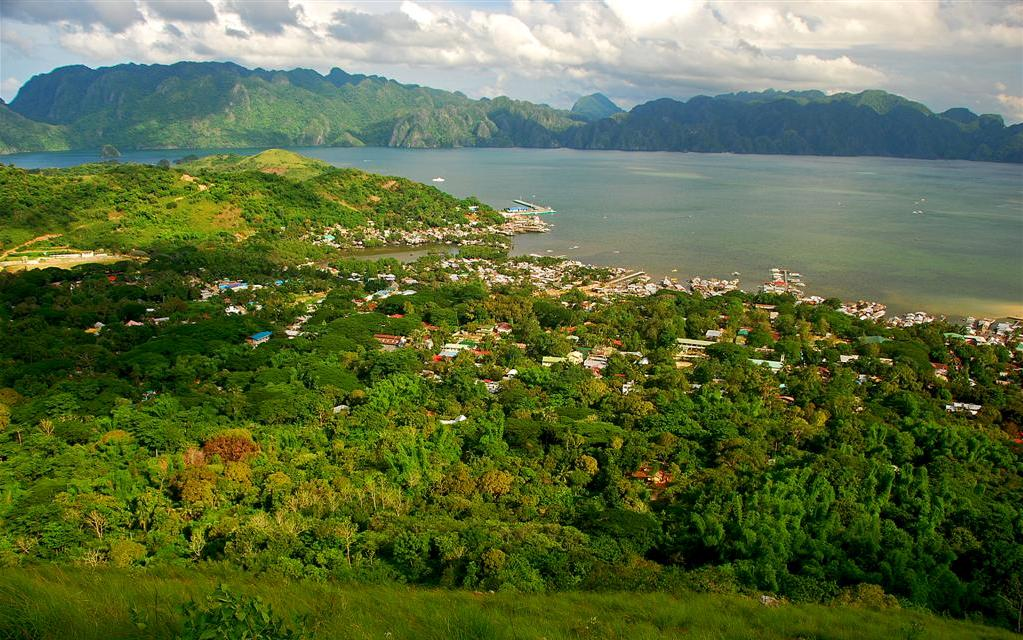
Isola di Busuanga, veduta di Coron Town dal monte Tapyas
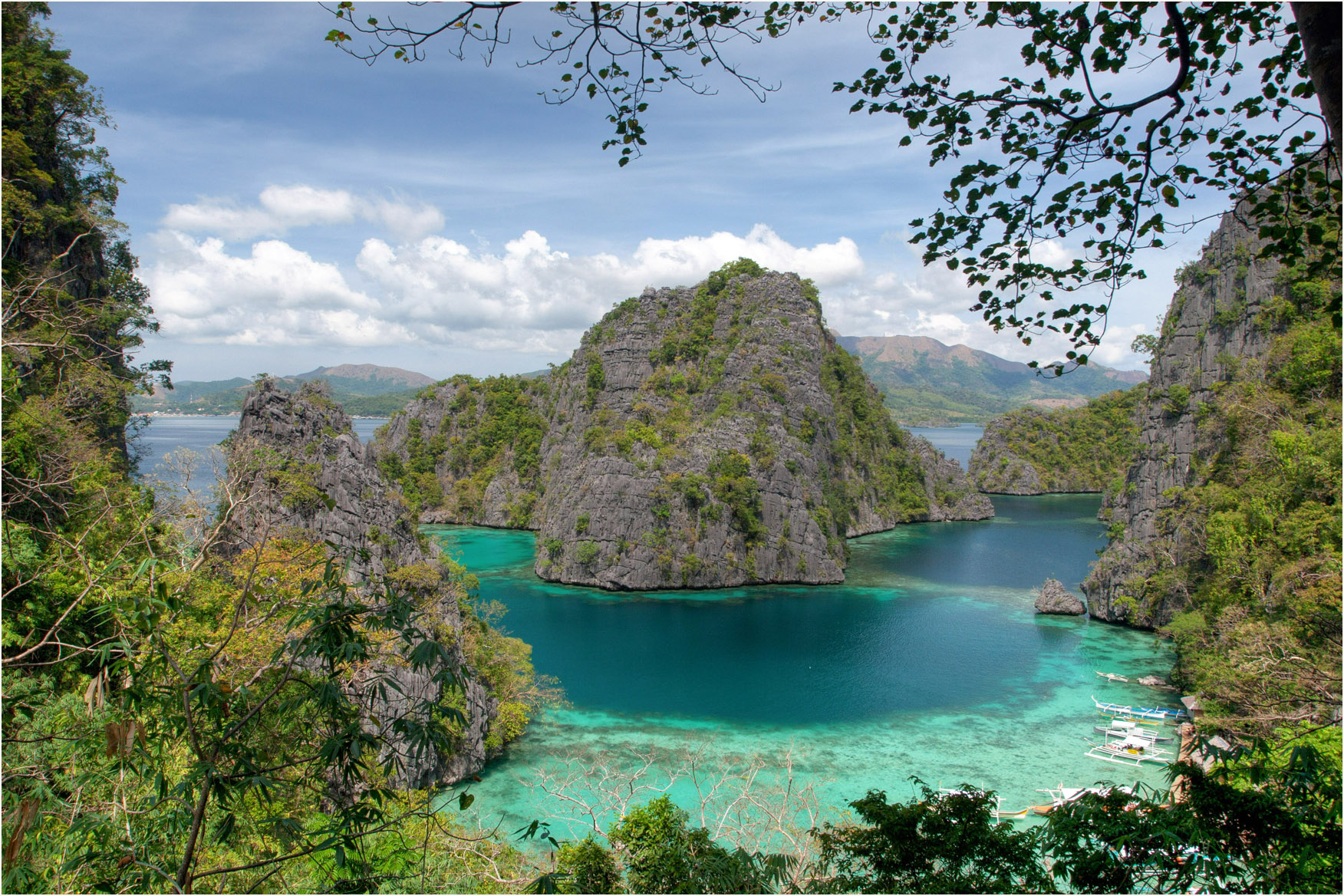
Isola di Coron, baia nei pressi del lago Kangayan
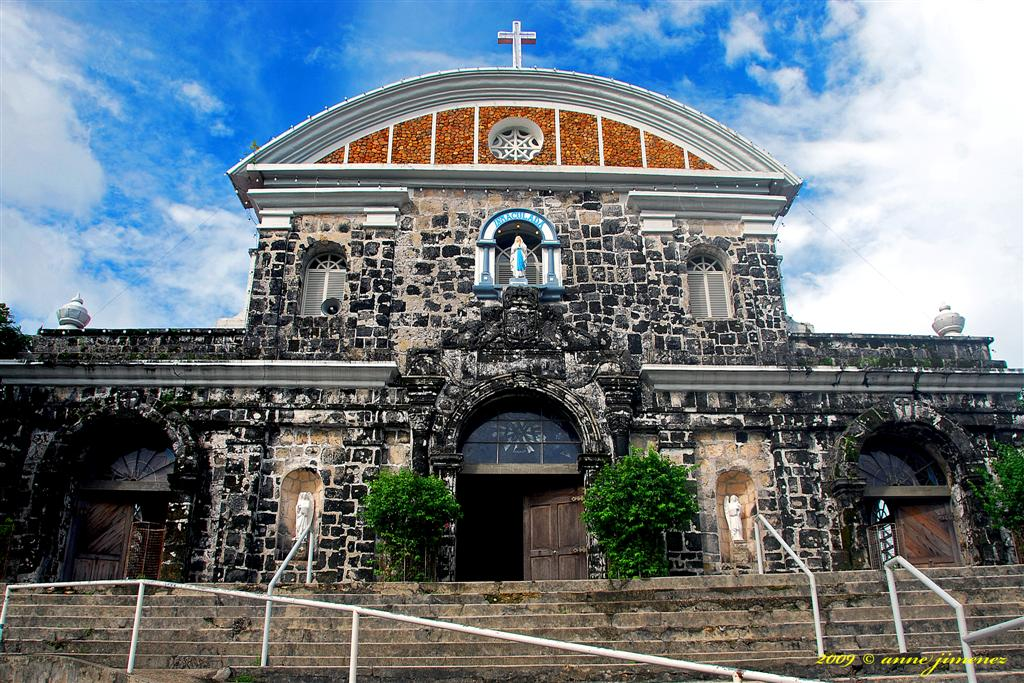
Isola di Culion, antica chiesa spagnola
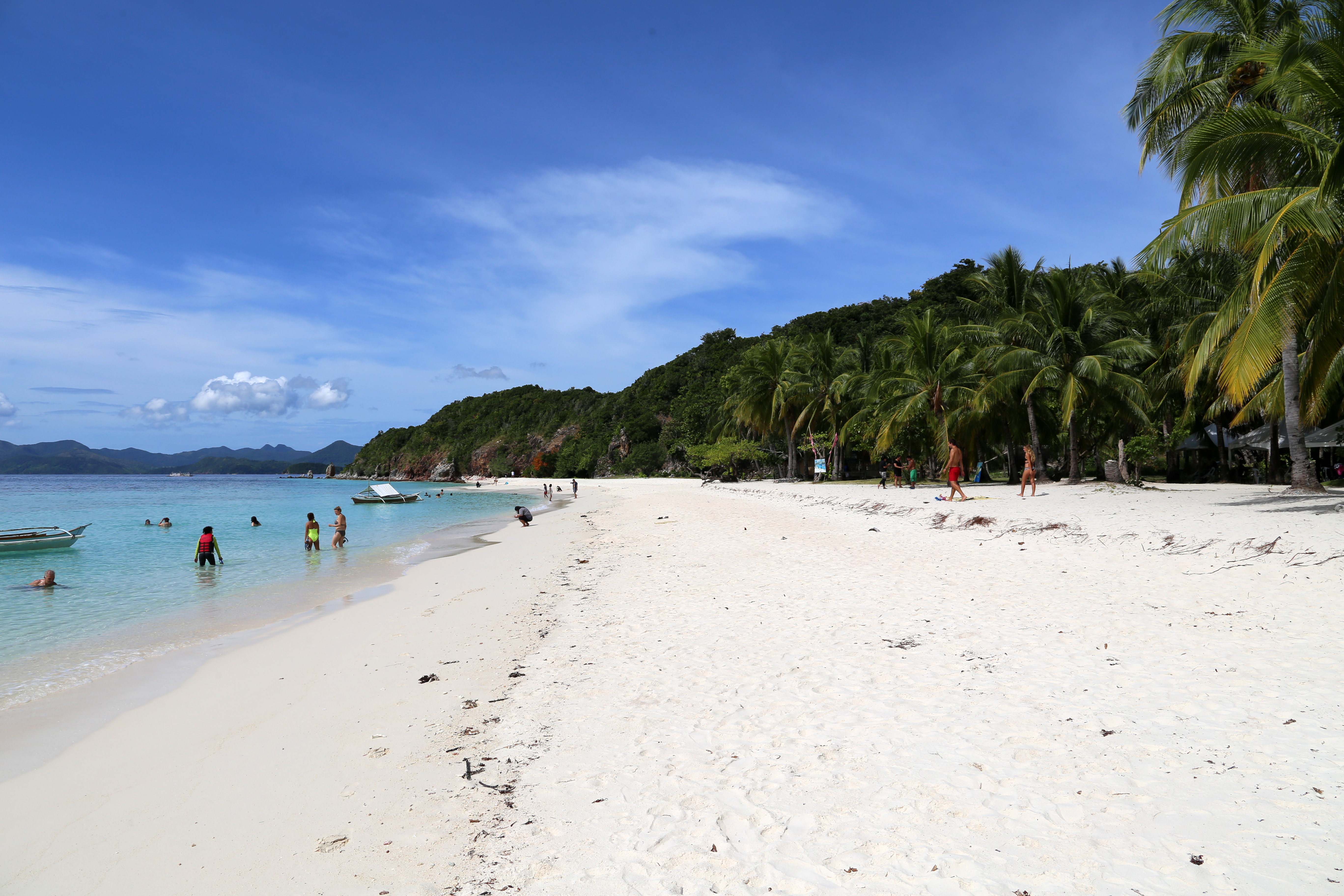
Isola Malcapuya